# Луций Пазидиен Фирм
Луций Пазидиен Фирм (лат. Lucius Pasidienus Firmus) — римский политический деятель второй половины I века.
Его отцом был консул-суффект 65 года Публий Пазидиен Фирм. О самом Фирме известно лишь то, что занимал должность консула-суффекта в 75 году вместе с будущим императором Домицианом.